# Trygve Aanjesen
Trygve Aanjesen (1947) è un ex sciatore alpino norvegese.

## Biografia
Sciatore polivalente, Trygve Aanjesen debuttò in campo internazionale in occasione del trofeo Holmenkollen-Kandahar 1964 (Voss, 14-15 marzo), dove si classificò 11º nella discesa libera, 12º nello slalom speciale e 9º nella combinata; l'anno dopo vinse la medaglia di bronzo nella discesa libera ai Campionati norvegesi 1965 (Voss, 5-7 marzo) e si piazzò 24º nella discesa libera e non completò lo slalom speciale al trofeo Holmenkollen-Kandahar (Narvik, 25-28 marzo), suoi ultimi risultati agonistici. Non prese parte a rassegne olimpiche o iridate.

## Palmarès

### Campionati norvegesi
- 1 medaglia:
  -  1 bronzo (discesa libera nel 1965)[senza fonte]